# Хуго-Уго
Хуго-Уго — советская и российская постпанк-рок-группа из Тольятти, существовавшая с 1990 до 2007.

## История
Группа «Хуго-Уго» была основана в Тольятти в мае 1990 года художниками Владимиром Краснощековым и Алексеем Кондратьевым. Поначалу группа даже не имела названия и была полностью акустической.
Первый состав группы: Владимир Краснощеков — вокал, гитара; Алексей Кондратьев — вокал, перкуссия, детская гармошка; Юрий Палий — перкуссия; Алла Сорокина — флейта. Основную часть песен писал Владимир Краснощеков. Часть песен писал и исполнял Алексей Кондратьев.
В июле того же года к группе присоединился гитарист Максим Котомцев. Название «Хуго-Уго» придумал художник Алексей Аляпкин (1974—2013), по его словам, эта была своеобразная дань уважения группе Pere Ubu.
Были записаны два альбома — «Ритм-н-блюз» (в записи этого альбома также принял участие тольяттинский художник и музыкант Андрей Кшановский (1972—2021), исполнивший заглавную песню собственного сочинения). По звучанию и стилистике — это акустический русский рок. Чувствуется влияние «Зоопарка» и «Аквариума».
Первое серьёзное выступление группы состоялось весной 1991 года в Молодёжном центре ВАЗа (в простонародье именуемый — «Рыбий глаз»), на бас-гитаре на этом концерте сыграл музыкант Сергей Бутенко.
Летом 1991 года был записан альбом «Дельтаплан», где на барабанах сыграл Григорий Кузин, ставший с того времени звукооператором группы. На басе — Алексей Кожанов (ныне — басист группы «Мельница»). Подпевки — Алла Сорокина. Через две недели после записи альбома Максим Котомцев наложил партию соло-гитары.
В 1991 году группа активно выступает на площадках Тольятти, участвует в городских рок-фестивалях и в октябре 1991 года группа выступила на фестивале «Самый Плохой» в Самаре. К тому времени в группу уже пришёл барабанщик Павел Шпуров, одноклассник Максима Котомцева. На вокале была Алла Сорокина.
С этого момента — классическое звучание «Хуго-Уго»: Максим Котомцев — вокал, гитара; Владимир Краснощеков — бас; Павел Шпуров — барабаны. По стилистике это кардинально отличается от раннего «Хуго-Уго». Это уже мрачный гаражный пост-панк.
После фестиваля «Самый Плохой» был записан альбом «Мотороллер».
В конце 1991 года Максим Котомцев записал альбом «Непростительно для королевы», который, по сути, был его сольником. После записи Максим уничтожил оригинал записи, однако осталось несколько копий и альбом был сохранён. Параллельно Максим организовал пост-панковский нойзовый проект «Мёртвые Парижские Куртизанки Коммуникация 69», позже — «Railroad Underground».
В мае-июне 1992 года были записаны альбомы «Мне так страшно», «Я не понял ничего», в которых большинство песен написал Максим Котомцев.
Летом 1992 года покончил с собой барабанщик Павел Шпуров (1969—1992), после его смерти непродолжительное время в группе на барабанах играл Владимир Коритич.
В начале 1993 года группа распалась. Каждый занялся сольными проектами.
Владимир Краснощеков записывался с группой «Doppelbock», Максим Котомцев с музыкантами группы «Дарага». Алексей Кондратьев с 2001 года — вокалист группы «Похоть».
Также музыканты «Хуго-Уго» (Максим Котомцев и Владимир Краснощеков) ещё в 1991 году совместно с тольяттинским поэтом Дюшей Глебовичем (Айвенго) создали музыкальный проект «Хэй Джуд Структура».
Ранние альбомы «Хэй Джуд Структуры» по музыке мало чем отличаются от «Хуго-Уго», более поздние выдержаны в духе The Residents. Проект просуществовал до 1999 года.
В 2001—2003 гг. тольяттинский музыкант Александр «Стэд» Мухин собрал, оцифровал и систематизировал всё аудио-наследие «Хуго-Уго» раннего периода.
В марте 2005 года благодаря усилиям лидера группы «Учитель Ботаники» Алексея Карманова «Хуго-Уго» собрались вновь. На барабаны был приглашён басист группы «Учитель Ботаники» Александр Прохоров. Группа начала активно репетировать и выступать в клубах Тольятти.
Также Максим Котомцев принимал участие в записи двух альбомов группы «Похоть».
В 2006-м играл в группе «Белканов-Бэнд». В 2006—2007 гг. Максим — клавишник в группе «Учитель Ботаники».
15 августа 2007 года Максим Котомцев умер от остановки сердца, не дожив 15
дней до 38 лет.
С этого момента группа «Хуго-Уго» прекратила своё существование.

## После распада группы
В октябре 2007 года в Тольятти и Самаре состоялся рок-фестиваль памяти Максима Котомцева.
В 2008 году лейблом «UR-Realist» был выпущен CD «Мне так страшно» (компиляция из трёх альбомов — «Непростительно для королевы», «Мне так страшно» и «Концерт в Жигулёвске»). Также в 2008-м в Тольятти был выпущен альбом «67 мм», основанный на репетиционных записях группы.
В 2009—2010 гг. саунд-гитарист группы «Учитель Ботаники» Михаил Лёзин выпустил два цифровых бутлега — «Добрые сказки» (2009) и «Мама, прокляни мою боль!» (2010), составленные из архивных записей «Хуго-Уго».
В январе 2010 года в Тольятти прошёл арт-фестиваль памяти Максима Котомцева «Ещё один день». В том же году на созданном Михаилом Лёзиным и Виктором Гуровым (будущим участником группы Контора Кука) лейбле «Конденсат» выходит CDr-бутлег «На простреленном поле», составленный из репетиционных записей, вариантов и дублей.
В 2016 году на лейбле «Выргород» на CD выпущено подарочное издание альбома «67 мм».
В феврале 2019 года в Тольятти выпущена книга текстов песен Максима Котомцева «Голос твой издалека».
В апреле 2019 года в Ульяновске лейблом «ORBITA» на магнитофонных катушках ограниченным тиражом выпущен сборник избранных песен — «Когда дожди встают стеной».
В августе 2020 года на лейбле «Выргород» на CD  выпущен альбом «Дельтаплан».
В октябре 2020 года выпущен официальный бутлег «Нет чувств», составленный Михаилом Лёзиным из репетиционных записей 2005-2007 гг.
В июне 2021 года книга текстов песен Максима Котомцева «Голос твой издалека» включена в Библиотеку Конгресса США.
В октябре 2022 года на лейбле «Выргород» на CD выпущены альбомы — «Мотороллер» (бонус на диске — альбом «Концерт в Жигулёвске») и «Мне так страшно» (бонус на диске — альбом «Я не понял ничего»).

## Дискография

### Официальные альбомы
- 1990 Ритм-н-блюз
- 1990 Два солнца, две луны
- 1991 Дельтаплан
- 1991 Мотороллер
- 1991 Непростительно для королевы
- 1992 Концерт в Жигулёвске
- 1992 Мне так страшно
- 1992 Я не понял ничего
- 2008 67 мм

### Бутлеги
- 1991 Фак ю нау
- 1991 Сессия у Джорджа
- 1993 Тень
- 1994 Спокойные дни
- 2003 Паштет. Редкости и прелести
- 2009 Добрые сказки
- 2009 На простреленном поле
- 2010 Мама, прокляни мою боль!
- 2020 Нет чувств

### Сольные проекты
- 1991 Максим Котомцев — 153 мили
- 1994 Владимир Краснощеков — Хижина дяди Тома
- 2018 Владимир Краснощеков — Большое Солнце